# Referendum in Lettonia del 1999
Il referendum in Lettonia del 1999 si svolse il 13 novembre 1999 in materia di pensioni statali. Il 5 agosto il Saeima approvò un disegno di legge che modificava la legge statale sulle pensioni, innalzando l'età pensionabile da 60 per gli uomini e 57,5 per le donne a 62 anni entro il 2006, nonché di iniziare a ridurre le pensioni dai pensionati che guadagnavano più del doppio della pensione minima e di ridurre i pagamenti a tutti i pensionati che percepiscono un reddito entro il 2005.
Agli elettori è stato chiesto "siete favorevoli all'abrogazione degli emendamenti alla legge sulle pensioni statali del 5/8/1999?"  Una larga maggioranza (94,6%) ha votato a favore dell'abrogazione della legge, anche se l'affluenza alle urne è stata solo del 25,1%. 

## Risultati
| Scelta                                  | voti      | %    |
| --------------------------------------- | --------- | ---- |
| Per                                     | 320.071   | 94,6 |
| Contro                                  | 18.160    | 5.4  |
| Voti non validi/vuoti                   | 1,648     | –    |
| Totale                                  | 339,879   | 100  |
| Elettori registrati/affluenza alle urne | 1.354.099 | 25.1 |
| Fonte: Nohlen & Stöver                  |           |      |

## Conseguenze
Alcune delle disposizioni degli emendamenti entrati in vigore dopo il referendum sono state successivamente annullate dalla Corte Costituzionale tra il 2002 e il 2004.